# Тысяча и одна ночь (фильм, 1990)
«Тысяча и одна ночь» (фр. Les 1001 nuits) — французская кинокомедия в жанре юмористического фэнтези, поставленная режиссёром Филиппом де Брока по мотивам арабских сказок «Тысячи и одной ночи».
Фильм стал дебютом актрисы Кэтрин Зета-Джонс.

## Сюжет
Помимо Шахерезады в фильме появляются и другие сказочные персонажи — Синдбад, халиф Багдада, а также Аладдин с волшебной лампой и джинном. Вот только в отличие от традиционного сюжета джинн из волшебной лампы Аладдина прибыл в сказку Шахерезады из… XX века. Помогая Шахерезаде, джинн, проживающий в Лондоне 1990-х, использует телевизор, самолёт, автомобиль и другие «магические устройства» двадцатого века.

## В ролях
- Кэтрин Зета-Джонс — Шахерезада (дебют)
- Жерар Жюньо — Джимми Жэньус
- Стефан Фрейсс — Аладдин
- Тьерри Лермитт — король
- Фарида Кхелфа — королева
- Витторио Гассман — Синдбад
- Роже Карель — великий визирь
- Флоренс Пелли — дочь великого визиря
- Рэймонд Акилон — великий евнух
- Омар Шенбод — великий имам
- Марк Дюдикур
- Жорж Монтилье — палач
- Альфредо Пеа — Ажиб
- Валери Рожан
- Эрик Метеер — Абдулла
- Джой Грэхэм — миссис Уилсон
- Морис Лэйн — мистер Уилсон
- Тим Холм — главный инспектор
- Фейсал Смаили — Азиз
- Омар Зерреи — Азаз
- Тахар аль Асбахами — великий камергер
- Абделькадер Лофти — толстый купец
- Морис Иллуз — горожанин
- Мохамед Майд — слепец
- Ахмед Булан — пират
- Макс Виаль
- Джей Чепмен — англичанин

## Съёмочная группа
- Режиссёр — Филипп де Брока
- Продюсеры — Сарим Фасси Файри (исполнительный продюсер), Андре Джауи, Морис Иллуз
- Сценаристы — Филипп де Брока и Жером Тоннер
- Оператор — Жан Турнье
- Композитор — Габриэль Яред